# Macroveliidae
Die Macroveliidae sind eine Familie der Wanzen innerhalb der Teilordnung Gerromorpha.

## Merkmale
Die Wanzen werden 2,5 bis 5,6 Millimeter lang und haben Ähnlichkeit mit manchen Arten der Hüftwasserläufer (Mesoveliidae). Sie haben zwar eine Mikro- und Makrobehaarung, diese reicht aber nur auf das erste Hinterleibssegment. Bei macropteren (voll geflügelten) Arten der Gattung Macrovelia sind Punktaugen (Ocelli) ausgebildet, sie fehlen bei den übrigen Arten der Familie. Die Fühler sind geißelförmig und haben ein langgestrecktes erstes und zweites Segment. Das dritte ist etwa 2,5 Mal länger als das vierte. Das Labium reicht bis etwa zu den Hüften (Coxen) der mittleren Beine. Das Pronotum ist bei der Gattung Macrovelia hinten verlängert und verdeckt das zurückgebildete Schildchen (Scutellum), das Meso- und das Metanotum. Bei den anderen Arten apteren (flügellosen) ist es abgestutzt. Die Tarsen sind dreigliedrig, der Prätarsus ist apikal eingelenkt. Die Pygophore (die Verlängerung des neunten Hinterleibssegments bei den Männchen) liegt apikal am Hinterleib. Der Ovipositor ist bei der Gattung Macrovelia ähnlich wie bei den Zwergwasserläufern (Hebridae) tellerförmig, liegt aber an der Hinterleibsspitze.

## Vorkommen und Lebensweise
Die Familie ist weltweit verbreitet. Chepuvelia usingeri lebt in der feuchten Bodenstreu von Wäldern. Alle bisher bekannten Exemplare wurden durch Aussieben und Berlesetrichter gefangen. Die beiden anderen Arten besiedeln Quellen oder Sickerwasserbereiche mit starker Vegetation. Sie sind lichtscheu und verstecken sich häufig in schattigen Bereichen. Macrovelia hornii überwintert als Imago und kann an wärmeren Tagen auch im Winter aktiv werden. Die Eier von Macrovelia werden von den Weibchen längs auf das Substrat geklebt.

## Taxonomie und Systematik
Die Familie umfasst folgende Gattungen und Arten:
- Gattung Chepuvelia
  - Chepuvelia usingeri China, 1962 (südliches Chile)
- Gattung Macrovelia
  - Macrovelia hornii Uhler, 1872  (westliches Nordamerika)
- Gattung Oravelia
  - Oravelia pege Drake & Chapman, 1963 (Kalifornien)

## Belege